# Baldur Köster
Baldur Köster (* 26. Juli 1933 in Neumünster) ist ein deutscher Architekt und Architekturhistoriker.

## Leben
Baldur Köster studierte Architektur an der Technischen Hochschule Hannover und schloss das Studium 1962 als Diplom-Ingenieur ab. 1964 promovierte er an der Technischen Universität Berlin zum Dr.-Ing. und war anschließend dort als wissenschaftlicher Assistent sowie als freier Architekt tätig. 1970 wurde Köster zum Professor für Architekturgeschichte und Entwerfen an der Technischen Fachhochschule Berlin berufen, wo er bis 1984 lehrte.
Seitdem ist er als Autor tätig.

## Schriften (Auswahl)
Baldur Köster publizierte Schriften zu architekturgeschichtlichen und architekturkritischen Themen, darunter einige Städtemonografien.
- Bad Oeynhausen. Ein Architekturmuseum des 19. Jahrhunderts. Hirmer, München 1985, ISBN 3-7774-3930-4.
- Klassizismus heute. 1988.
- Lingen, Wandel der Architektur. 1988.
- Die Restaurierung des Badehauses I in Bad Oeynhausen in den Jahren 1989–1992. Rasch, Bramsche 1992, ISBN 3-922469-74-4.
- Königsberg. Architektur aus deutscher Zeit. Husum Druck, Husum 2000, ISBN 3-88042-923-5.
- Pyramiden und Paläste in Mittelamerika. Ein Vergleich mit Bauten der Ägypter und Griechen. Verlag Philipp von Zabern, Mainz 2003, ISBN 3-8053-3254-8.